# Give It Away
Give It Away ist ein Rocksong der Red Hot Chili Peppers und die Lead-Single des Albums Blood Sugar Sex Magik, aus dem es im September 1991 ausgekoppelt wurde. Das Stück erreichte Platz 73 der Billboard Hot 100 und als erstes der Band Platz eins der Modern Rock Tracks Charts sowie Platz 9 der UK Top 40. Das Lied zählt zu den bekanntesten Stücken der Band, und das zugehörige Musikvideo verschaffte ihr erstmals eine kontinuierliche Aufmerksamkeit im Musikfernsehen. Das Stück wurde 1993 mit einem Grammy Award ausgezeichnet.

## Musik
Der Funk-beeinflusste Alternative-Rock-Song weist ein von Gitarrist John Frusciante rückwärts gespieltes Solo auf. Auch das vom Black-Sabbath-Song Sweet Leaf inspirierte harte Schlussriff beim Outro setzte sich laut Allmusic von Kiedis’ gesanglicher Hyperaktivität ab.

## Hintergrund
Das Stück wurde von der Band geschrieben, insbesondere von Gitarrist John Frusciante und Bassist Flea. Es entstand während einer Jamsession einige Monate vor den Aufnahmen. Der Text wurde von Sänger Anthony Kiedis geschrieben. Er bezieht sich auf eine Erfahrung mit seiner früheren Freundin Nina Hagen in Bezug auf altruistisches Benehmen bzw. Selbstlosigkeit. Das Lied wurde mit Produzent Rick Rubin von April bis Juni 1991 im Studio The Mansion in Los Angeles aufgenommen.
Anfangs verweigerten sich einige Radiostationen in den USA dem Song, doch vor allem im Musikfernsehen erhielt es durch das Video des französischen Filmemachers Stéphane Sednaoui schnell größere Aufmerksamkeit.
Die B-Seite der Single von 1991 enthielt das Stück Soul to Squeeze, das später ein Soundtrack-Song zum Filme Coneheads war.

## Musikvideo
Anthony Kiedis hatte intensiv nach einem Regisseur für das Video gesucht, unter anderem mit Material, das ihm das Label Warner Bros. zur Verfügung gestellt hatte, jedoch zunächst nicht den geeigneten gefunden: "I started viewing reels and reels and reels of video directors but nothing looked good to me. Everything was the same, boring, homogenized, contrived shit." Als er Aufnahmen von Sednaoui sah, empfand er, dass sie wie nichts zuvor Gesehenes waren, "like nothing else. It was slower and poetic, shot in black and white. It seemed like authentic art, not something shot for MTV." Die Bandmitglieder sind im in schwarz-weiß gedrehten Video umherspringend mit silbernem Bodypainting zu sehen.

## Kommerzieller Erfolg

### Chartplatzierungen
| ChartsChartplatzierungen       | Höchstplatzierung | Wochen |
| ------------------------------ | ----------------- | ------ |
| Vereinigte Staaten (Billboard) | 73 (15 Wo.)       | 15     |
| Vereinigtes Königreich (OCC)   | 9 (5 Wo.)         | 5      |

### Auszeichnungen für Musikverkäufe
| Land/Region                  | Auszeichnungen für Musikverkäufe (Land/Region, Auszeichnung, Verkäufe) | Verkäufe  |
| ---------------------------- | ---------------------------------------------------------------------- | --------- |
| Neuseeland (RMNZ)            | Platin                                                                 | 30.000    |
| Spanien (Promusicae)         | Gold                                                                   | 30.000    |
| Vereinigte Staaten (RIAA)    | 2× Platin                                                              | 2.000.000 |
| Vereinigtes Königreich (BPI) | Gold                                                                   | 400.000   |
| Insgesamt                    | 2× Gold · 3× Platin ·                                                  | 2.460.000 |

Hauptartikel: Red Hot Chili Peppers/Auszeichnungen für Musikverkäufe

### Auszeichnungen bei Musikpreisen
Der Song gewann 1993 den Grammy Award for Best Hard Rock Performance.